# Силове поле (наукова фантастика)

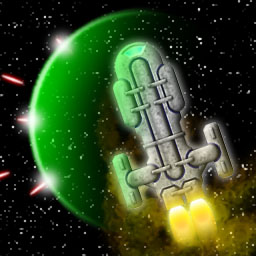
Схема дії захисного поля космічного корабля

Силове поле, силовий щит або захисний щит (англ. force field або англ. protective shield) — широко поширений термін наукової фантастики і фентезі, який позначає бар'єр штучного походження, як правило на основі певного виду фізичного поля, основна функція якого — захист певної області або цілі від шкідливих факторів. У фізиці цей термін також має декілька специфічних значень (див. Силове поле (фізика)).
Перший опис подібної технології у фантастиці датується 1912 роком у «The Night Land» Вільяма Ходжсона. Термін «силове поле» вперше було застосовано в романі Едварда Елмера Сміта «Spacehounds of IPC» у 1931 році. 

## Застосування силових полів

Місто, накрите силовим полем (серіал "Зоряна брама: Атлантида")

Поняття «силове поле» досить часто зустрічається в художніх творах, кінофільмах і відеоіграх. Зазвичай його призначенням є захищати об'єкт від небезпечних природних впливів та збройних атак. Частим також є застосування силового поля для утримання повітря в приміщеннях, які відкрито стикаються з вакуумом (наприклад, в космосі). Силове поле тримає атмосферу всередині приміщення і не дає їй вийти за межі; водночас інші об'єкти можуть вільно проходити в обидві сторони. Варіантом цього використання є утримання полем певних речовин, обмеження циркуляції повітря для гасіння пожеж. Воно може служити бар'єром, який утримує ціль в межах поля, блокує телепортацію ворожих (а іноді і дружніх) військ на корабель, військову базу тощо.
Поширеним зображенням силового поля є напівпрозора сфера, що оточує об'єкт, або оболонка, яка облягає його.

## Реалізації силового поля
У 2015 році компанія Boeing запатентувала «Систему ослаблення ударної хвилі за допомогою електромагнітної дуги», яка слугує для захисту об'єктів від дії вибухових хвиль шляхом іонізації повітря. Система вираховує напрям руху вибухової хвилі та її швидкість і лазерними променями створює на шляху хвилі електромагнітну арку, що іонізує повітря (створює плазму). Іонізоване повітря відхиляє і розсіює хвилю. Винахідником такого способу захисту записаний співробітник Boeing  Браян Тіллотсон.
Захисним електричним полем був обладнаний апарат Blue Ghost Mission 1, спущений на Місяць 2 березня 2025. Він мав на борту пристрій NASA для створення електродинамічного щита від пилу (Electrodynamic Dust Shield). Пристрій створював на поверхні апарата змінний струм, який змітав частинки місячного пилу, що осідали на корпусі та перешкоджали роботі радіатора й оптики. Результати двотижневої роботи щита було визнано успішними. Аналогічний захист планується використати для наступних місій, зокрема місії «Артеміда» 2026 року.